# Вилхелм фон Шнабелбург
Вилхелм фон Шнабелбург (на немски: Wilhelm von Schnabelburg, Vogt von Schwarzenberg; † сл. 2 декември 1306) е фрайхер на Шнабелбург в кантон Люцерн в Швейцария и фогт на Шварценберг в Шварцвалд.

## Произход и наследство
Той е син на фрайхер Берхтолд II фон Шнабелбург († погребан на 31 декември 1267 в манастир Капел) и съпругата му фон Хахберг. Внук е на фрайхер Улрих I фон Шнабелбург († 1255) и Аделхайд фон Тирщайн († сл. 1253). Праправнук е на Валтер I фон Ешенбах († сл. 1185) и Аделхайд фон Шварценберг“ († 1189).
Линията фон „Шнабелбург“ поема наследството на Аделхайд фон Шварценберг в Брайзгау. Внуците започват да се наричат „господари фон Шварценберг“.

## Фамилия
Вилхелм фон Шнабелбург се жени пр. 12 декември 1279 г. за Хайлика фон Дирзберг († 18 януари 1305), дъщеря на Хайнрих II фон Дирзберг († 1262) и Хайлика фон Лихтенберг († сл. 1280). Те имат две деца:
- Хайнрих фон Шварценберг († сл. 11 февруари 1327), женен за Анна фон Юзенберг, дъщеря на Рудолф IV фон Юзенберг-Кенцинген 'Млади' († 1304) и Аделхайд († сл. 1293); имат дъщеря и син
- Хелика фон Шварценберг († сл. 1347), омъжена за Йохан фон Вулхузен († 30 октомври 1334), син на Арнолд V фон Вулхузен († 1288) и Аделхайд фон Варт.